# Roman Wójcicki
Roman Mirosław Wójcicki (* 8. Januar 1958 in Nysa, Polen) ist ein ehemaliger polnischer Fußballspieler und heutiger Fußballtrainer, der auch die deutsche Staatsangehörigkeit besitzt.

## Vereinskarriere als Spieler
Roman Wójcicki begann seine Karriere als Abwehrspieler in Polen und spielte dort für die Vereine Odra Opole (1978), Śląsk Wrocław (1981–1982) sowie Widzew Łódź (1982–1986). Mit Widzew Łódź gewann er 1985 den polnischen Pokalwettbewerb.  
Zur Saison 1986/87 wechselte er in die deutsche Fußball-Bundesliga zum Aufsteiger FC 08 Homburg. In zwei Saisons brachte er es auf 59 Bundesligaspiele, in denen ihm acht Tore gelangen. 
1988/89 spielte er eine Saison mit dem FC 08 Homburg in der 2. Bundesliga. 1989 wechselte Roman Wójcicki in der 2. Bundesliga zu Hannover 96. Dort spielte er vier Saisons bis 1993. Insgesamt brachte er es in fünf Jahren auf 156 Spiele in der 2. Bundesliga, in denen er 20 Tore erzielte.
Sein größter Triumph als Spieler in Deutschland war der Gewinn des DFB-Pokals 1992 mit Zweitligist Hannover 96. Im Elfmeterschießen im Finale gegen den Bundesligisten Borussia Mönchengladbach verwandelte er den Elfmeter zum zwischenzeitlichen 2:2-Ausgleich. Am Ende gewann Hannover überraschend 4:3 nach Elfmeterschießen.
1993 wechselte Wójcicki als Spieler zum TSV Havelse.

## Nationalmannschaftskarriere als Spieler
Roman Wójcicki bestritt 62 A-Länderspiele für die polnische Fußballnationalmannschaft und nahm an den Weltmeisterschaften 1978, 1982 und 1986 teil. Während er 1978 als Zwanzigjähriger keinen WM-Einsatz bekam, wurde er 1982 im Spiel um den dritten Platz zur Halbzeit eingewechselt: Polen gewann mit 3:2 gegen Frankreich. Bei der WM 1986 bestritt er alle vier Spiele der Polen bis zur Niederlage im Achtelfinale gegen Brasilien über die volle Spielzeit.

## Karriere als Trainer
Roman Wójcicki begann bereits während seiner aktiven Zeit als Spieler beim TSV Havelse, das Amt des Spielertrainers auszufüllen. Später wechselte er dauerhaft auf die Trainerbank, ehe er 1995 zum SV Damla Genç wechselte. Es folgten Engagements bei Werder Hannover sowie beim FC Wacker Neustadt als A-Junioren-Trainer.
Seit 2001 betreibt Roman Wójcicki eine Physiotherapiepraxis in einem Ortsteil
von Neustadt am Rübenberge und übt seine Trainertätigkeit nur noch nach Feierabend aus. Im Januar 2007 übernahm er erneut das Traineramt beim SV Damla Genç.
Wójcicki war auch als Senior noch im Altherrenbereich aktiv. Er gewann als Spieler 2011 mit der Ü-50 von Hannover 96 die Krombacher Ü-50-Niedersachsenmeisterschaft in Dunum. Hannover gewann das Finale gegen den Gastgeber SC Dunum mit 4:0.

## Erfolge
- 1× Polnischer Ligapokalsieger (1977)
- 1× Polnischer Pokalsieger (1985)
- 1× DFB-Pokalsieger (1992)
- 1× WM-Dritter (1982)
- 3× WM-Teilnahme (1978, 1982, 1986)